# Gymnachirus nudus
Espèce
La sole nue (Gymnachirus nudus) est une espèce de poisson de la famille des Achiridae

## Distribution
Ce poisson se trouve en Atlantique, à l'ouest du Mexique au Rio Grande do Sul au Brésil.